# Kashima Shinden Jikishinkage-ryū
Kashima Shinden Jikishinkage-ryū (鹿島神傳直心影流?), o più brevemente Jikishinkage-ryū (直心影流?), è una tradizionale scuola di spada (koryū kenjutsu) sviluppatasi in Giappone nell'alto periodo Sengoku.
È una delle antiche arti marziali giapponesi che sono praticate ancora oggi.
Una traduzione sommaria del termine è la seguente:
- Kashima è una città del Giappone in cui si trova l'antico santuario che conserva il sacro simbolo detto Shintai (anima di Dio);
- Shinden: donato da Dio;
- Jikishinkage: dall'ombra del cuore;
- Ryū: scuola.

## Storia
Jikishinkage-ryū deriva dalle antiche scuole di scherma affermatesi tra il tardo periodo Muromachi e l'alto periodo Sengoku - tra la fine del XV e l'inizio del XVI secolo - presso il santuario di Kashima grazie a Matsumoto Bizen-no-Kami Naokatsu (松本備前守尚勝?  — 1467-1524).
La scuola Jikishinkage discende direttamente da due diverse scuole: Kage Ryu e Shinkage Ryu. Kage Ryu (o scuola dell'ombra) fu fondata nel 1490 dal samurai Aizu Iko, che perfezionò il proprio stile e lo diffuse in Giappone. Tuttavia è noto che, nel 1525, un altro samurai chiamato Kumizume Ise no Kami Nobutsuno (1508-1548) insegnava un proprio stile di kenjutsu come forma derivata del Kage-ryū, che egli chiamava Shinkage-ryū (o nuova scuola della ombra). Jikishinkage-ryū è la nuovissima scuola dell'antica ombra, e ciò denoterebbe rispetto verso gli antichi maestri. Matsumoto Bizen no Kami Naukatsu fu un famoso maestro di kenjutsu e fondò una propria scuola che dapprima chiamò Kashima Shin-ryū, poi Kashima Shinden Jikishinkage-ryū. Queste scuole sono ancor oggi praticate e secondo diverse varianti.
Il 14° grande maestro di Jikishinkage-ryū Kenjutsu fu il famoso spadaccino Kenkichi Sakakabira (1830-1894), guardia personale dello Shōgun. I suoi due migliori discepoli furono Matsudaira Yasutoshi e Yamada Jirokichi (1863-1930); entrambi studiarono gli stili più tradizionali del Jikishinkage-ryū. Il miglior allievo di Yasutoshi fu Makita Shigekatsu (1849-1914), giovane discendente di una famiglia di samurai dello Hokkaidō, il cui nome insieme alla scuola Jikishinkage, divennero famosi durante la guerra civile giapponese del 1867-1868 (la guerra Boshin). Oltre che di spada egli fu anche un esperto praticante di Kyudo, l'arte marziale giapponese dell'arco. Shigekatsu ereditò il titolo di grande maestro di Jikishinkage-ryū, ma la guerra in cui combatteva contro l'imperatore era una causa destinata a fallire. La casta dei samurai fu infatti sciolta e Shigekatsu dovette fuggire. Quando tornò in Hokkaidō aprì un proprio dojo, detto Jikishin Kan Dojo, e insegnò diverse arti marziali, non solamente il Kenjutsu. Il suo dojo divenne famoso nonostante la messa al bando, nel 1876, dell'uso di portare la katana.
Dopo la sua morte, nel 1914, il villaggio di Atsuta eresse in sua memoria un obelisco di granito nero, che esiste ancora oggi. La tradizione familiare è stata portata avanti da un discendente di Shigekatsu, Kimiyoshi Suzuki (n. 1934), che è maestro di Goju Ryu Karate (vedi stili del karate) e di Jikishinkage-ryū.

## Caratteristiche
Lo stile della scuola Jikishinkage ha notevoli diversità rispetto al kendō moderno:
- Unpo è il caratteristico passo di Jikishinkage-ryū in cui, diversamente dallo suriashi del kendo moderno, entrambi i piedi mantengono sempre il contatto con il suolo.
- Ogni kata si svolge in coppia con i partner che vestono due distinti ruoli: Uchitachi e Shitachi ("padre" e "figlio"). Uchitaci fa partire i movimenti e determina il ritmo del kata; è il ruolo guida che spetta al partner più esperto, il quale dovrebbe stare sempre di faccia al sole. Shitachi invece è l'ombra, che segue costantemente il movimento di Uchitachi per apprendere, come un allievo o appunto un figlio, ma anche cercando di trarne vantaggio nello sferrare i propri attacchi, da cui Uchitachi deve guardarsi. Jikishinkage-ryū ha un approccio yin/yang: dentro al padre si trova il figlio e dentro al figlio c'è il padre. Così nel kata entrambi i partner si alternano a ricoprire a turno il ruolo di Uchitachi e di Shitachi, facendo di solito iniziare il più esperto in quello di Uchitachi.
- Il kiai non consiste solamente nell'urlo, ma costituisce un modo di respirazione che presuppone un corretto stato di concentrazione.
- Kamihanen (semicerchio superiore o jo han en) e shimohanen (semicerchio inferiore o ge ha en) sono dei movimenti caratteristici di questo stile di spada. Consistono nel far compiere a entrambe le braccia, la destra con la spada e la sinistra libera, un semicerchio verso l'alto (Kamihanen) e verso il basso (shimohanen). Il movimento si chiude con le braccia aperte orizzontalmente a croce (nio dachi): nella mano destra la spada punta verticalmente al cielo, nella mano sinistra chiusa a pugno solo il dito indice punta teso verso terra. Kamihanen e shimohanen possono essere considerati, sia come una sorta di movimenti rituali di ringraziamento, che atti meditativi e sono eseguiti rispettivamente all'inizio e alla fine dei kata e del suburi. Sarebbero una rappresentazione di ogni entità celeste e terrena, in cui il praticante si pone al centro del tutto.

I praticanti di Jikishinkage-ryū utilizzano sia ōdachi (grande spada) che kodachi (spada corta).

## Kata
I tradizionali kata di Jikishinkage-ryū sono 5:

### Hojo
Hojo è il classico primo kata di Jikishinkage-ryū. I praticanti di solito usano bokken (una spada di legno da allenamento), ma si può usare anche shinken (una spada vera). Il kata si compone di quattro parti, che corrispondono alle stagioni. Ogni stagione, aprendosi con Kamihanen e chiudendosi con Shimohanen, si compone di 6-8 waza (movimenti), ma ciascuna ha una propria cadenza nei movimenti, nei passi, nel respiro, nel kiai, ecc., e richiama i motivi e le simbologie specifiche che essa rappresenta.
Si inizia con haru no tachi (primavera), che si esegue in modo fluido e vivace, accompagnata da forti kiai. Il kōan (principio guida) della primavera è hasso happa (otto direzioni), essa richiama temi come la vita che accelera, l'infanzia, il mattino, il riscaldarsi del giorno.
Natsu no tachi (estate) ha movimenti esplosivi ed intensi. Il koan è itto ryu dan (tagliando il tuo ego). Richiama i temi della vita che corre veloce, la giovinezza, il pomeriggio, la calura.
Aki no tachi (autunno) ha un ritmo variabile che simboleggia il cambiamento, come dice il suo koan: uten satan (tempo di cambiamento). I temi richiamati sono la vita che rallenta, la maturità, la sera, il raffreddarsi del giorno al crepuscolo.
Fuyu no tachi (inverno) ha movimenti lenti ma solidi. Il koan è chotan ichimi (lungo e corto sono uno), che indicherebbe che vita e morte in questa stagione sono la stessa cosa. L'inverno richiama temi della lentezza, la vecchiaia, la notte, il freddo.
Nelle quattro stagioni, dopo kamihanen e shimohanen, entrambi i praticanti assumono la postura detta nio dachi che è stata descritta sopra. Essa si riferisce alle due divinità guardiane del buddismo dette nio e rappresentate come grandi statue all'entrata di alcuni antichi tempi giapponesi. La statua di destra è Misshaku Kongo, che ha la bocca aperta a rappresentare la vocalizzazione della prima lettera del sanscrito, la "a". Naraen Kongo è la statua di sinistra, che ha la bocca chiusa a rappresentare la vocalizzazione dell'ultima lettera del sanscrito, la "um". Queste due vocali simboleggerebbero l'inizio e la fine di ogni cosa, così come si nasce aprendo la bocca e gridando una "a" , e si muore serrando la bocca e sospirando un "um". Analogamente all'Alpha e Omega della cristianità, esse sarebbero rappresentazione della totalità e unicità del creato. Dalla contrazione dei due suoni scaturirebbe Aum, il nome sanscrito di Dio. Il simbolismo che sta dietro a queste posture e a questi suoni è assai importante per il kata Hojo.

### Tōnō / Fukuro Shinai
Tōnō (fukuro shinai) è il secondo kata di Jikishinkage Ryu. Si compone di 14 parti articolate in 6 gruppi, di cui il primo di 4 parti e gli altri di 2 parti. Ogni parte ha circa 4 movimenti. Il Kata si caratterizza per movimenti molto veloci. Uchitachi e shitachi usano fukuro shinai (spada di bambù).

### Kodachi no kata
Kodachi è il terzo kata di Jikishinkage Ryu, che consta di 6 parti. Shitachi usa una grossa e pesante kodaci (spada corta) di legno, mentre uchitachi un normale bokuto (bokken) da kendō o fukuro shinai.

### Habiki no kata
Il quarto kata è Habiki no kata: quasi una miscela di concetti derivati da Hojo e Tōnō. È formato da quattro parti che sono la versione ura ("dietro") di Hojo. Shitachi e uchitachi usano shinken. Una caratteristica è che portando l'affondo dei colpi di taglio i praticanti concludono su un piede solo.

### Marubashi no kata
Marubashi è il kata più avanzato; si distingue per un difficile tipo di kiai e per i movimenti estremamente sottili, tanto che un osservatore casuale può avere l'impressione che durante il kata non stia accadendo nulla. Si pratica con shinken (spada vera): shitachi usa kodachi (spada corta) e uchitachi usa ōdachi (spada lunga). Pare che Marubashi fosse un kata segreto, ma non è chiaro quando effettivamente esso sia stato svelato. In ogni caso, è descritto con testo e fotografie assieme ai quattro precedenti kata in un libro di Yamada Jirokichi pubblicato nel 1927.